# Abraham Burelius
Abraham Michaelis Burelius, död 1671, var en svensk präst.

## Biografi
Abrahamus Burelius var sannolikt son till kyrkoherden Michael Laurentii i Burträsks församling. Han blev student vid Uppsala universitet i oktober 1624. År 1630 tjänstgjorde han som kapellan i Burträsks församling, men hamnade i konflikt med sin kyrkoherde Johannes Erici, vilket ledde till att han 1643 förflyttades till Nasafjäll för att verka som brukspredikant vid silvergruvan.
Från och med 1644 förenade han detta uppdrag med tjänsten som pastor i Silbojokks församling, en tjänst han redan 1642 hade fått en bekräftelse på. I ett brev daterat Arjeplog den 10 februari 1648, titulerar han sig som pastor in Silbojock et Naasafiel. På ett kvitto från Burträsk, den 10 december 1649, där han mottagit sin årslön på 40 tunnor spannmål och 60 daler silvermynt, undertecknar han som verbi divini minister in Nasafjall (Herrens ords tjänare i Nasafjäll). I kvarntullslängden för Skellefteå och Burträsk från år 1656 är han dock upptagen som pastor i Silbojock. Den 21 mars 1656, inför sin avresa från orten för att tillträda tjänsten som kyrkoherde i Överkalix församling, överlämnade han kyrkans kontanta medel, 34 daler och 28 öre kopparmynt, samt en silversked på två lod till bruksförvaltaren Egidius Otto.
Den 1 maj 1656 tillträdde han som kyrkoherde i Överkalix församling, där han mottogs med välvilja av församlingen, som samma år anslog fyra tunnor korn i utsäde till prästgårdsjorden.
År 1665 klagade Burelius inför Härnösands domkapitel över att mark som givits till prästbordet nu ifrågasattes av arvingar till de tidigare ägarna, trots att de själva en gång frivilligt överlämnat marken. Domkapitlet avgjorde ärendet 5 februari samma år med hänvisning till att arvingarna inte hade rätt att återkräva jorden eller ogiltigförklara sina föräldrars gåvobeslut. Även den avlidne landshövdingen Frans Crusebjörn hade bekräftat överlåtelsen. Domkapitlet beslutade därför att arvingarna skulle avstå från vidare krav och godta det som lagligen fastställts. Burelius avled år 1671.

### Familj
Burelius gifte sig 7 november 1646 med Marita Burman, dotter till kyrkoherden Andreas Nicolai Burman i Lövångers församling. De fick dottern Karin Burelia, som 1664 gifte sig med kollegan Nils Touscher i Piteå trivialskola, senare kapellan i Nätra församling.